# Leda

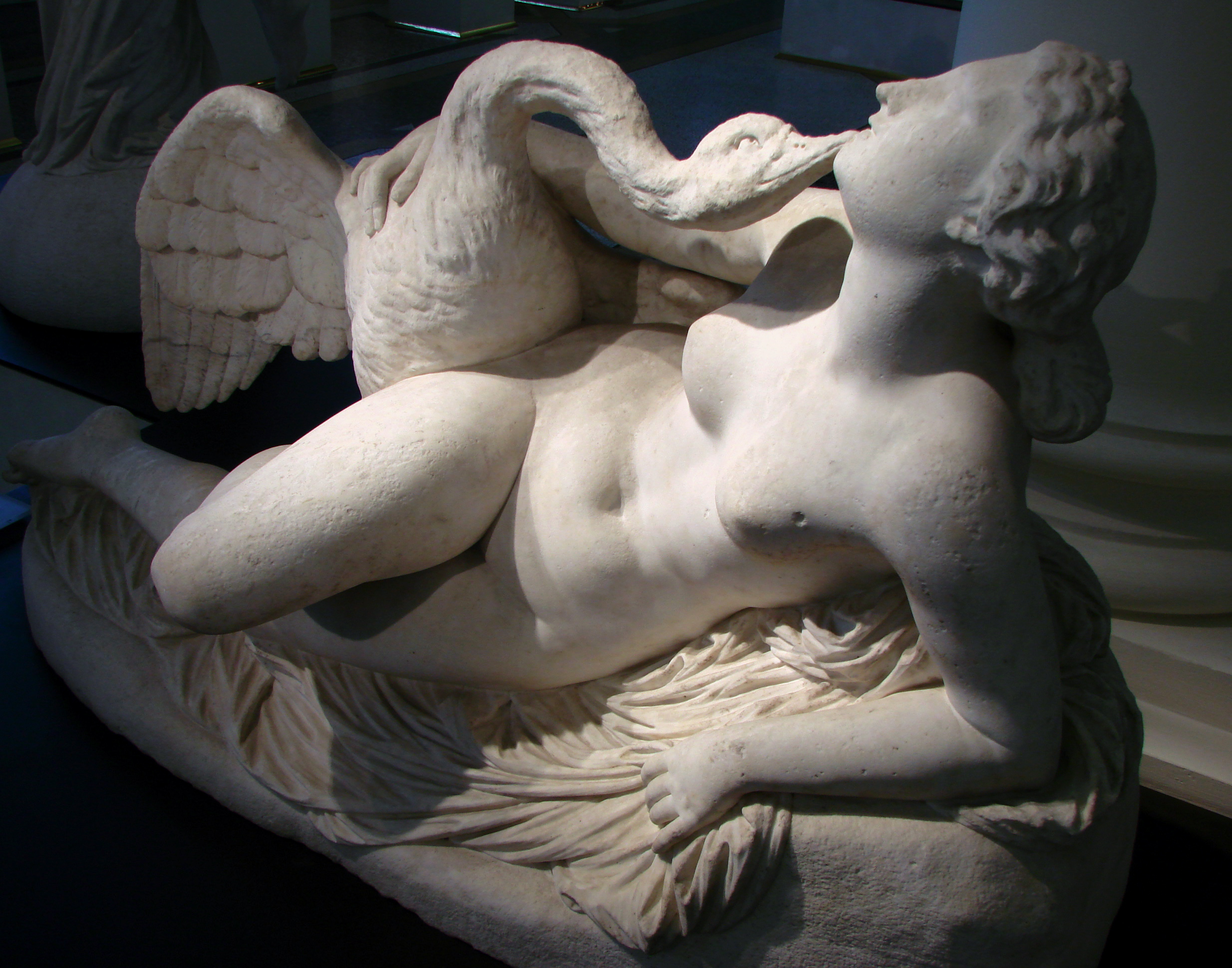
Auguste Clésinger: Leda y el cisne (Léda et le cygne, 1864). Museo de Picardía (Amiens).

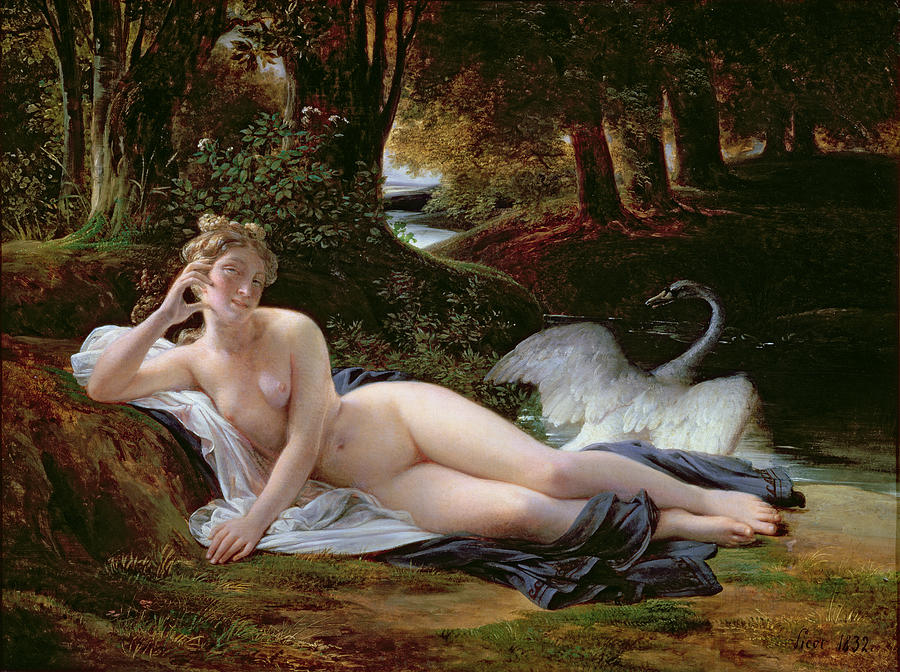
François Edouard Picot, Leda (1832).

En la mitología griega, Leda (en griego antiguo: Λήδα) era una princesa etolia que se convirtió en reina de Esparta. Fue una de las mujeres seducidas por Zeus. 

## Progenitores
Leda era una de las tres testíades, esto es, hijas de Testio y de Euritemiste. Sus hermanas eran Altea e Hipermnestra. Otras fuentes dicen que la madre de Leda fue Euritémide, Laofonte, Leucipe o Deidamía (hija de Perieres).
También dicen otras fuentes que su padre fue Glauco. Según un escolio, «Leda tenía como padre a Glauco, el de Sísifo, lo dice Eumelo en las Corintíacas, y como madre a Pantidiya, contando que Glauco, al perder sus corceles, llegó a Lacedemonia y allí se unió a Pantidiya, la que luego se casaría con Testio, de manera que Leda, que por semilla era de Glauco, se decía que era de Testio».

## Cónyuges
Tindáreo, huyendo de la violencia de Hipocoonte, llegó a la corte de Testio y este lo casó con Leda. Pero más tarde, cuando Heracles mató a Hipocoonte y a sus hijos, regresaron y Tindáreo heredó el reino; así Tindáreo y Leda se convirtieron en los reyes de Esparta. Se dice que cuando caminaba Leda junto al río Eurotas, se le presentó el rey de los dioses, Zeus, transformado en cisne, que fingiendo ser perseguido por un águila, se posó en ella.

## Descendencia
En el Catálogo de mujeres se nos dice que «Leda, de hermosos bucles, semejante a los resplandores de la luna, subió al fecundo lecho de Tindáreo y alumbró a Timandra, a Clitemnestra de ojos de vaca y a Filónoe, que competía en figura con las inmortales». El poema continúa y tras el nacimiento de sus hijas Leda engendró a los Dioscuros  —Cástor y Pólux—, habidos ambos de Zeus y criados en Esparta como sus héroes por antonomasia. En la Odisea se nos dice que Leda, tuvo de su esposo Tindáreo dos hijos de gran corazón: fueron Cástor, domador de caballos, y el buen luchador Polideuces, y por eso ambos se llamaron Tindáridas.
El Pseudo-Apolodoro añade que Leda yació en la misma noche con Zeus y Tindáreo. Así Leda tuvo de Zeus a Pólux y a Helena, y de Tindáreo alumbró a Cástor y a Clitemnestra. En otra versión afirma que Helena era hija de Zeus y Némesis, pues ésta, para escapar al asedio de Zeus, se había convertido en oca, pero Zeus la había poseído transformado en cisne; como fruto de esta unión ella puso un huevo, que un pastor encontró en el bosque y se lo llevó a Leda, quien lo guardó en un arca. Cuando a su tiempo nació Helena, la crio como si fuera su propia hija. Otros autores varían la leyenda del huevo y Némesis y dicen que esta se había metamorfoseado en distintos animales. O que este huevo fue puesto entre los muslos de Leda por el dios Hermes. Eurípides también dice que Leda y sus hermanos nacieron de huevos de cisne, pero no especifica más datos al respecto. El Primer Mitógrafo Vaticano es la primera fuente que dice que hubo dos huevos. Uno contenía a los Dioscuros y el otro a Helena y Clitemnestra. Fulgencio dice que Helena y los Dioscuros nacieron todos de un solo huevo. En otros relatos se cuenta que Zeus, tomando la forma de una estrella, y habiéndose apareado con Leda engendró a Cástor y Polideuces, y más tarde a Helena. Sea como fuere en el santuario de las Leucípides de Esparta había un huevo colgado del techo y sostenido por cintas. Se creía que este era aquel en el que había dado a luz Leda.
Incluso una versión racionalizante dice que los antiguos llamaban a todos los reyes ‘Zeus’. Cierto rey se apareó con una Leda adúltera por las riberas del Eurotas y que, habiendo quedado embarazada de él, dio a luz a tres hijos en un solo vientre, Cástor, Polideuces y Helena. Se compara su vientre con un huevo y que de él nació un pellejo, del que hicieron una piel y un talismán. Se dice, pues, que Zeus se transformó en cisne porque no se apareó con ella como lo haría un rey, sino en lugares públicos como hacen los cisnes. Juan Malalas cita una versión oscura y dice que Cicno («cisne»), rey de Ederión en Acaya, sedujo a Leda y la hizo madre de los dos Dioscuros y de Helena. Otra versión nos dice que Helena nació de la unión entre Leda y Helio.

## Leda en el arte

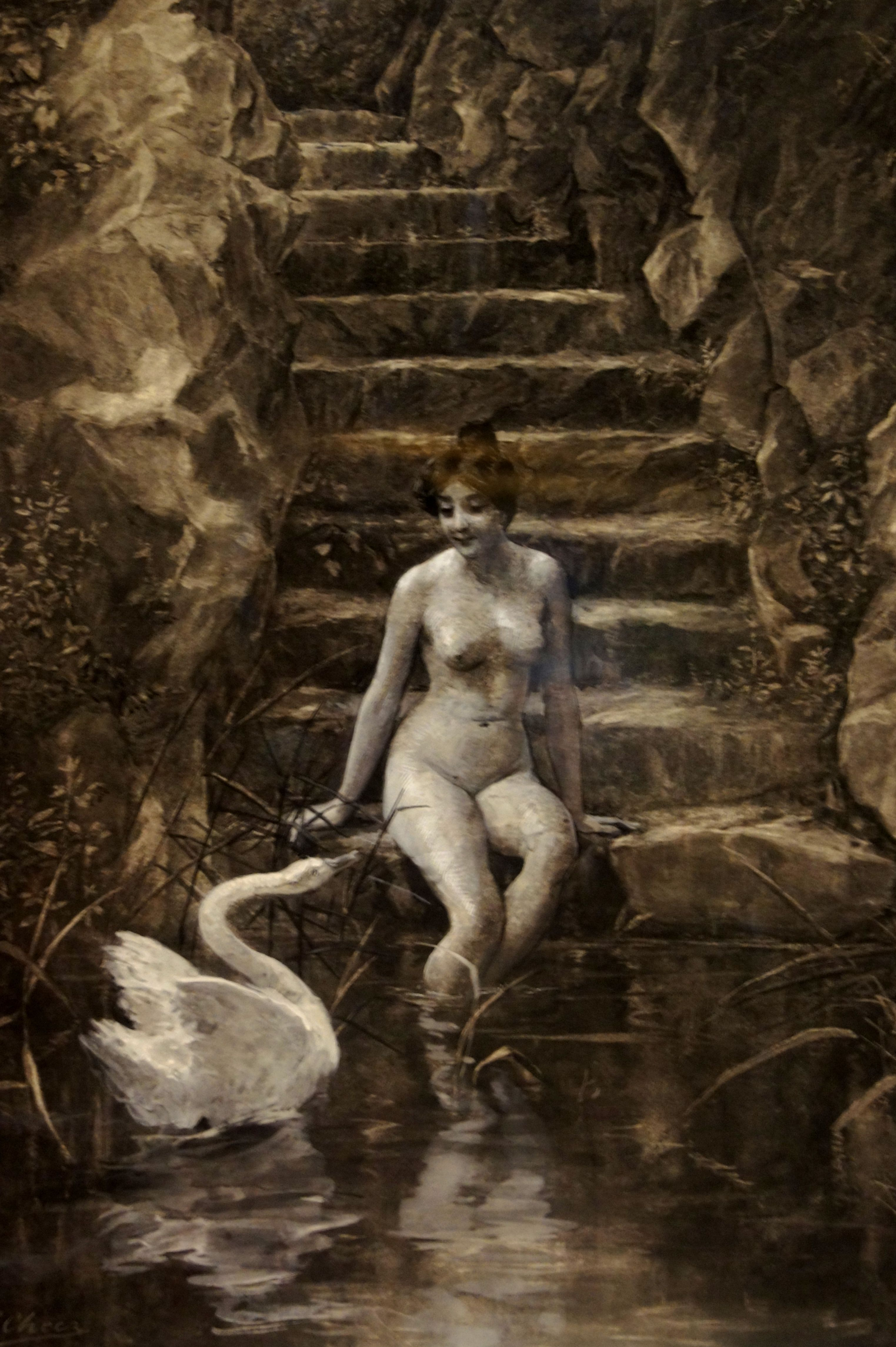
Ulpiano Checa: Leda y el cisne, carboncillo y gouache sobre papel.

La leyenda de Leda y el cisne ha inspirado a distintos autores plásticos de todas las épocas: Leonardo da Vinci, Correggio, Tintoretto, Matisse, Paul Cézanne, Dalí con el cuadro Leda atómica, Gustav Klimt, entre otros. 
En literatura, Rubén Darío evoca a Leda en algunos poemas:
Blasón
Es el cisne, de estirpe sagrada, 

cuyo beso, por campos de seda, 

ascendió hasta la cima rosada 

de las dulces colinas de Leda.
El cisne en la sombra parece de nieve
[...]

Tal es, cuando esponja las plumas de seda, 

olímpico pájaro herido de amor, 

y viola en las linfas sonoras a Leda, 

buscando su pico los labios en flor.

[...]
También está presente en la extensa composición cuyo título es también el de un poemario del que forma parte, cuarto publicado por el novelista y ensayista Aldous Huxley en 1920: Leda.
En la novela El rapto del cisne (The Swan Thieves), de Elizabeth Kostova (Umbriel Editores, 2010), la trama gira en torno al cuadro Leda, del pintor Gilbert Thomas, trasunto de Alfred Sisley. En realidad, el cuadro que ilustra la portada del libro se llama Leda también, pero es de François-Édouard Picot (1786-1868).
Inspirado en el mito de Leda, Charly García, compositor del dúo argentino Sui Generis, escribió la canción Un hada, un cisne.